# 海洋怪聲
海洋怪聲（英語：the Bloop）是美國國家海洋及大氣管理局（NOAA）於1997年夏天在南太平洋偵測到的超低頻深海聲音訊號。研究者认为這個聲音可能来源于生物，由于其為相距数千英里的几个水听器阵列所观测到，发出这一声音的生物应该十分庞大。2008年年初南喬治亞島附近發生冰震時，美國海軍又用聲納監測到一個和怪聲“Bloop”非常相似的頻譜圖，并据此推测因冰山斷裂、融化形成的冰震是造成怪聲“Bloop”的主要原因。

## 背景
海洋中的聲音传播速度是随温度和压力而变化的。温度的下降使得音速下降，而水压的增大使得音速增加，两者的共同作用使得声音在大约750米深的海洋里传播的速度最小。人們称此水層为水下声道，在这一层发出的声音传到其上下的水层时，会发生类似光的全內反射现象，传回到这一水层，很少发生声音的衰减。这使得这一层发出的声音有可能在数千英里以外侦测到。
冷战时期，美国海军在太平洋底部的水下声道设立了水听器阵列。每两个阵列之间相距约5,000公里（3,000英里），目的是侦测苏联的潜艇或者水下炸弹，人們稱此网络为声音监测系统。冷战结束之后，这些装置由美國國家海洋及大氣管理局借来用于科学用途，监测海底火山喷发、浮冰运动、鲸类迁徙和地震等情况。

## 检测与分析

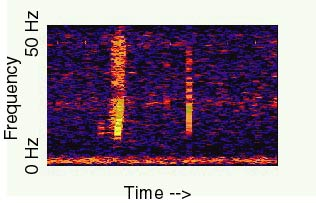
Bloop的时频谱。

1997年夏天，在智利南部以西两千多公里的南太平洋海域（50° S 100° W （页面存档备份，存于）），水听器偵测到多次声音讯号。这一声音起初频率很低，在一分钟之内频率升高到峰值（右侧的光谱图中最亮的部分，条目中的音频为16倍速，在音频中对应为3到4秒间频率达到峰值），声音音量大得足以讓相距几千公里的数个接收器接收到。
NOAA负责给水听器检测到的声音进行分类和命名的研究者不相信这一声音是人为的（潜艇或者炸弹的声音），或是熟悉的地质方面的声音，如海底火山喷发或地震。他认为这一声音应该是来自某些未知的动物，但要使得相距如此远的水听器阵列都接收到，发出声音的动物要远远大于已知最大的动物蓝鲸。除了Bloop怪声以外，NOAA还检测到其他神秘的声音，其中至今来源不明的有：口哨、Slow down（1997年后每年都会检测到，被认为很可能是冰山冲上陆地的摩擦声）、unsweep和Julia。
2008年年初，在南喬治亞島附近一次霜震時，美國海軍以聲納監測到一個和Bloop聲非常相似的頻譜圖。最後經過分析，兩個聲音十分類近。因此NOAA推测Bloop聲是由冰山斷裂所致。

## 相關文學作品
Bloop怪声的位置和美国作家洛夫克拉夫特在《克苏鲁的呼唤》一书中描述的海底都市拉莱耶城的位置十分相近。洛夫克拉夫特的著作迷们便认为Bloop是沉睡在拉莱耶城的克苏鲁的叫声。

## 外部連結
- A second datafile and spectrograms of the Bloop, with NOAA cited sources （页面存档备份，存于）